# Stefan Rydel
Stefan Rydel (ur. 23 października 1916 w Starym Polu, zm. 7 czerwca 2007 w Krakowie) – polski aktor scen krakowskich.

## Życiorys
Urodził się w rodzinie aptekarskiej. Studiował na Wydziale Historii Sztuki UJ i w Krakowskiej Szkole Dramatycznej, którą skończył w 1939 r. Podczas studiów zaangażowany był w działalność Studia 38, w ramach którego grał rolę syna Twardowskiego „Żywego”, w słynnym przedstawieniu Mariana Niżyńskiego „Kawaler Księżycowy” (Karol Wojtyła występował wówczas w roli zodiakalnego „Byka”). W czasie okupacji związany z podziemiem. Po dekonspiracji jego związków z AK w Krakowie, ukrywał się w Warszawie. Uczestnik powstania warszawskiego. Odniósł rany, więziony w obozach koncentracyjnych w Stutthofie i Buchenwaldzie. Po wojnie rozpoczął pracę jako aktor. Występował na Śląsku i w Warszawie. Od 1971 r. związany był z Teatrem im. Juliusza Słowackiego. Zmarł w Krakowie. Pochowany na cmentarzu Rakowickim w Krakowie (kwatera AB, rząd zach., grób 10).

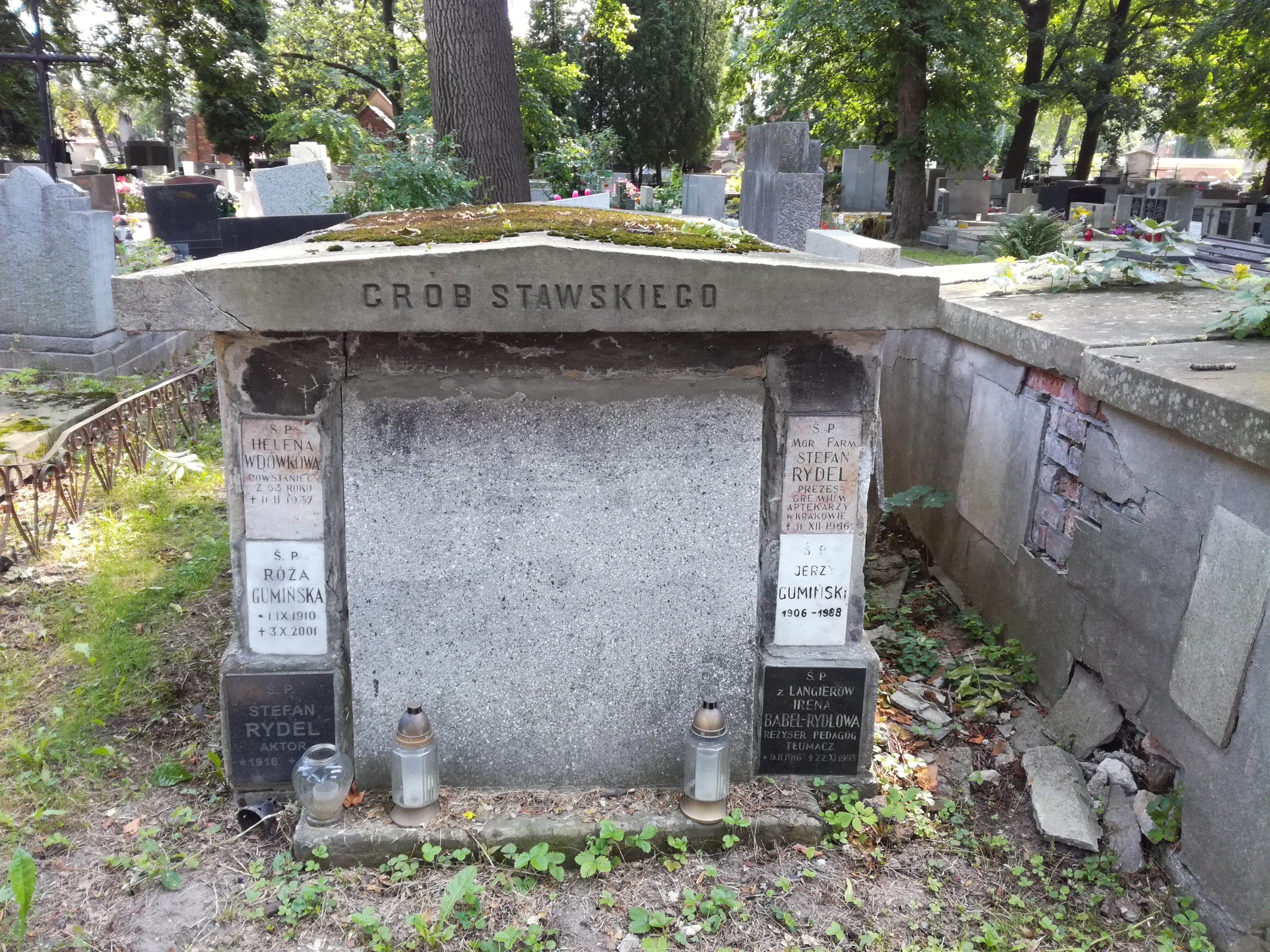
Grób Ireny Babel i Stefana Rydla na cmentarzu Rakowickim

## Kariera zawodowa
- Teatr Śląski im. Stanisława Wyspiańskiego Katowice 1945–1948
- Teatr Polski Poznań 1948–1949
- Teatry Dramatyczne Kraków 1949–1955
- Teatr Powszechny Warszawa 1955–1963
- Teatr Klasyczny Warszawa 1963–1965
- Teatr Współczesny Warszawa 1965–1966
- Teatr Ludowy Kraków-Nowa Huta 1966–1971
- Teatr im. Juliusza Słowackiego Kraków 1971–1982

## Filmografia
- 1963 – Gdzie jest generał... (pułkownik Grabner),
- 1962 – Jutro premiera (aktor występujący w „Wieczorze trzech króli”),
- 1960 – Krzyżacy (rycerz krzyżacki w Malborku),
- 1956 – Cień (1956) (żołnierz patrolu z oddziału „Malutkiego”; nie występuje w czołówce),
- 1955 – Godziny nadziei (sturmführer von Lyx).